# Noja
Noja is een gemeente in de Spaanse provincie Cantabrië in de regio Cantabrië met een oppervlakte van 9 km². Noja telt 2.562 inwoners (1 januari 2016).

## Demografische ontwikkeling
Bron: INE; 1857-2011: volkstellingen